# CNA PM.1
Il CNA PM.1 fu un aereo da turismo sviluppato dall'azienda italiana Compagnia Nazionale Aeronautica (CNA) nei tardi anni trenta.
Destinato a ricoprire il ruolo di aereo da addestramento sia in ambito civile che militare non riuscì ad essere avviato alla produzione in serie a causa delle priorità sopravvenute in seguito all'entrata del Regno d'Italia nella Seconda guerra mondiale.

## Storia del progetto
Nel settembre 1938 il Ministero dell'aeronautica del Regno d'Italia, in previsione dell'esigenza di rinnovare il parco velivoli a disposizione delle scuole di volo civili, gli aeroclub e la Reale Unione Nazionale Aeronautica (RUNA), emise una specifica relativa alla fornitura di un nuovo velivolo leggero da utilizzarsi nei ruoli di aereo da turismo, da collegamento ed addestratore basico. Al bando di concorso parteciparono alcune aziende aeronautiche nazionali, tra cui l'Anonima Vercellese Industria Aeronautica (AVIA), ed istituti tecnici come l'Istituto di Costruzioni Aeronautiche del Politecnico di Milano.
Su iniziativa del Direttore di quest'ultimo, il professor Bassi, vennero incaricati di sviluppare un progetto atto allo scopo gli ingegneri Ermanno Bazzocchi e Vittorio Calderini. Il disegno era relativo ad un velivolo compatto monoplano, monomotore, biposto a cabina di pilotaggio chiusa con posti affiancati e dalla velatura monoplana ad ala alta.
Indicato come P.M.1, abbreviazione di "Politecnico di Milano Modello 1", venne presentato alla Direzione del Genio e delle Costruzioni Aeronautiche (DGCA) per la valutazione preliminare e questa, decretandone la rispondenza ai requisiti richiesti, decise di sottoscrivere un contratto di fornitura per la valutazione di un prototipo.
Non essendo il politecnico adeguatamente attrezzato per la costruzione del velivolo, su consiglio dell'ingegner Ambrogio Colombo il direttore Bassi prese accordi con un'azienda aeronautica (non specificata) per la realizzazione del progetto presso i propri stabilimenti, ma l'insorgere di una serie di problemi, tra i quali la partecipazione di quella stessa azienda al medesimo concorso, fecero prima slittare di oltre due mesi i tempi di realizzazione e poi revocare definitivamente gli accordi. Nella speranza di riuscire comunque a concretizzare il progetto l'ingegner Bassi si rivolse all'allora Capo di stato maggiore della Regia Aeronautica generale Giuseppe Valle, il quale decise di assecondare la richiesta dando indicazione, tramite il Ministero, che fosse costruito presso la Compagnia Nazionale Aeronautica (CNA), con sede sull'aeroporto dell'Urbe, la quale richiese una cifra, motore escluso, pari a £ 100 000.
La necessità di procurare il materiale da costruzione, l'autarchico abete rosso in sostituzione del tradizionale spruce, fece ulteriormente slittare l'inizio della costruzione, per la sua indisponibilità, dal febbraio 1939 all'aprile successivo. Varie altre vicissitudini tecniche e burocratiche, tra cui l'iniziale indisponibilità del motore, non consentirono di completare e portare in volo il prototipo del PM.1, che ricevette le marche militari MM.417, che il 25 ottobre 1939, ai comandi del pilota collaudatore Ireneo Di Crescenzo dall'aeroporto dell'Urbe.
Durante il periodo della sua costruzione, in occasione del 1º Raduno Aereo Internazionale dei Giornalisti Aeronautici il PM.1 venne notato dal capitano Adriano Mantelli che si dichiara entusiasta per la sua impostazione strutturale e per il suo aspetto. Successivamente il modello venne inviato a Guidonia dove il 30 novembre il venne collaudato sotto la supervisione della Regia Aeronautica e dopo le prove preliminari lo stesso Mantelli lo inizia ad utilizzare come aereo di collegamento personale per recarsi, ad esempio a Sezze per presenziare alle valutazioni, in qualità di commissario, per la scelta dall'aliante-tipo da utilizzare nelle prove di volo a vela dei Giochi della XII Olimpiade che si sarebbero dovuti svolgere a Tokyo, in Giappone, dal 21 settembre al 6 ottobre 1940. Durante l'impiego Mantelli dichiarò che per il suo piacevole comportamento in volo era una valida alternativa al concorrente AVIA L.3 che però era già stato avviato alla produzione in serie.
La decisione dell'Italia di partecipare alla Seconda guerra mondiale determinò la sospensione del progetto per la necessità di dare priorità ad altri modelli, così come il suo sviluppo. Solo il 16 agosto 1942 venne emesso un ordine di fornitura alla CNA per dieci esemplari da consegnarsi in due lotti da cinque, il primo entro gennaio 1943 ed il secondo il successivo febbraio, tuttavia i ritardi che si susseguirono permisero ad un bombardamento alleato del 19 luglio 1943 di radere al suolo l'hangar dove si effettuava l'assemblaggio degli esemplari, oramai in avanzato stato di costruzione.
Il solo superstite risultava quindi l'MM.417, che durante l'attacco si trovava a Torino perché il capitano Mantelli che lo aveva in uso era coinvolto nello sviluppo del Fiat G.55. Il PM.1 rimase in servizio fino all'estate 1944 quando, in sosta all'Aeroporto di Reggio Emilia, che venne coinvolto nel bombardamento alleato sul capoluogo emiliano che aveva come obiettivo le Officine Meccaniche Reggiane. Le bombe a spillo utilizzate nell'operazione sforacchiarono il velivolo rendendolo inutilizzabile.
Nel dopoguerra, ancora in giacenza presso le strutture dell'aeroporto, dalla cellula l'ingegner Bazzocchi recuperò il motore per installarlo sul prototipo del Macchi MB.308 che ne era la sua naturale evoluzione.